# Abarema mataybifolia
Abarema mataybifolia là một loài thực vật có hoa trong họ Đậu.